# Rio Aheloy
Rio Aheloy (em búlgaro:  Ахелой) ou Achelous (Αχελώος) é um rio na Bulgária oriental. Ele nasce no monte Aytos-Karnobat, 1,5 quilômetros de Dryankovets e segue diretamente para o Mar Negro, desembocando ao sul da vila de Aheloy. Ele tem pouco menos de 40 quilômetros de extensão e conta com um reservatório para irrigação, a Represa de Aheloy, construído no seu curso. A bacia de drenagem do Aheloy cobre 141 km2 e o rio tem uma débito de 0,7 m3 por segundo.
O rio Aheloy é famoso por ter sido o local da Batalha de Anquíalo (Achelous) em 20 de agosto de 917 entre o imperador da Bulgária Simeão I e o general bizantino Leão Focas, uma das maiores batalhas da Idade Média e uma das mais importantes vitórias do Primeiro Império Búlgaro.